# Liabote
Liabote (Lia Bote) ist eine osttimoresische Aldeia im Suco Meligo (Verwaltungsamt Cailaco, Gemeinde Bobonaro). 2015 lebten in der Aldeia 600 Menschen.

## Geographie und Einrichtungen
Liabote reicht vom äußersten Nordwesten Meligos bis zum mittleren Teil der Ostgrenze des Sucos. Nördlich liegt die Aldeia Daulelo, südlich die Aldeia Berleu und südöstlich die Aldeia Mude. Im Osten grenzt Liabote an die Sucos Dau Udo und Guenu Lai. Im Nordwesten bildet der Nunura, die Grenze zum Verwaltungsamt Atabae mit seinem Suco Hataz und im Nordwesten der Nunuras Nebenfluss Bulobo die Grenze zum Verwaltungsamt Maliana mit seinem Suco Ritabou. Die kleinen Wasserläufe Hatopoci und Malubolo bilden einen Teil der Grenze zu Daulelo. Im äußersten Südosten liegt der Berg Lesululi (1242 m).
Im Nordwesten liegt der Ort Marko. Als Hauptort des Verwaltungsamts Cailaco wird er auch als „Cailaco“ bezeichnet. An Marko schließt sich die Siedlung Liabote 1 an. Im Westen teilt Liabote an einer Stelle Berlius Territorium am Bulobo. Hier liegt der Ort Liabote 2. Im Osten der Aldeia befindet sich der Ort Mabutease. In Marko befinden sich die Sitze des Verwaltungsamtes Cailaco und des Sucos Meligo, die Grundschule 12 Abril de Marco, ein Hospital und die Kirche Regina Sacratisimi Rosari Cailaco.

## Geschichte
Marko war bereits während der indonesischen Besatzungszeit (1975 bis 1999) Hauptort von Meligo. Hier gab es einen Stützpunkt der Streitkräfte Indonesiens.
Nach einem Hinterhalt, in dem indonesische Soldaten und Halilintar-Milizionäre am 12. April 1999 in Purugua geraten waren, wurden mehrere Osttimoresen in Marko hingerichtet. Im Laufe der folgenden zwei Wochen wurden durch pro-indonesische Milizen und Soldaten hunderte Einwohner der Region misshandelt, Hütten niedergebrannt, Frauen und Mädchen vergewaltigt und 20 Menschen getötet.

## Politik
2023 wurde Rodolfo Ati Suri Abel zum Chefe de Aldeia gewählt.